# I Still Haven't Found What I'm Looking For
"I Still Haven't Found What I'm Looking For" là một bài hát của ban nhạc Rock Ireland U2. Đây là track thứ hai từ album phòng thu năm 1987 The Joshua Tree và là đĩa đơn thứ hai của album được phát hành vào tháng 5 năm 1987. Đây là một bài hit nổi tiếng của ban nhạc và trở thành bài hát thứ hai liên tiếp của nhóm đạt vị trí quán quân trên bảng xếp hạng Billboard Hot 100 và đứng thứ sáu trên UK Singles Chart.
Bài hát có nguồn gốc từ một bản demo của nhóm thu âm khi tay trống Larry Mullen, Jr chơi một mô hình nhịp điệu thật độc đáo. Giống như nhiều ca khúc khác của The Joshua Tree, bài hát được lấy cảm hứng từ sự quan tâm của nhóm tới nền âm nhạc Mỹ. "I Still Haven't Found What I'm Looking For" có phong cách ảnh hưởng bởi Nhạc Phúc âm, lời bài hát nói lên những khao khát tâm linh của con người. Giọng ca chính Bono chính là người hát cao nhất còn tay guitar chính The Edge sẽ ghép hòa âm vào ca khúc. Để thêm giai điệu Nhạc Phúc âm vào bài hát thì các giọng bè sẽ do the Edge, các nhà sản xuất Brian Eno và Daniel Lanois điều chỉnh.
"I Still Haven't Found What I'm Looking For" đã nhận được nhiều lời khen ngợi cùng với hai đề cử tại lễ trao Giải Grammy lần thứ 30 cho hạng mục Bài hát của năm và Thu âm của năm. Bài hát sau đó cũng trở thành một trong những bài hát nổi tiếng nhất của nhóm và được ban nhạc biểu diễn tại nhiều tour diễn. Ca khúc cũng xuất hiện trong bộ sưu tập một số những ca khúc nhạc phim của nhóm. Nhiều nhà phê bình âm nhạc và các ấn phẩm nổi tiếng đã xếp "I Still Haven't Found What I'm Looking For" vào danh sách các ca khúc vĩ đại nhất trong lịch sử âm nhạc, trong đó có tạp chí Rolling Stones đã xếp bài hát ở vị trí thứ 93 trong danh sách "500 bài hát vĩ đại nhất mọi thời đại".

## Danh sách track
Tất cả các ca khúc được viết bởi U2.
| STT              | Nhan đề                                      | Sản xuất                 | Thời lượng |
| ---------------- | -------------------------------------------- | ------------------------ | ---------- |
| 1.               | "I Still Haven't Found What I'm Looking For" | Brian Eno, Daniel Lanois | 4:38       |
| 2.               | "Spanish Eyes"                               | U2                       | 3:16       |
| 3.               | "Deep in the Heart"                          | U2                       | 4:31       |
| Tổng thời lượng: | Tổng thời lượng:                             | Tổng thời lượng:         | 11:25      |

## Thành viên thực hiện
- Bono - hát chính
- The Edge - guitar, hát phụ
- Adam Clayton - guitar bass
- Larry Mullen, Jr. - trống
- Brian Eno - hát phụ
- Daniel Lanois - hát phụ

## Xếp hạng
| Xếp hạng (1987)                        | Vị trí | Chứng nhận |
| -------------------------------------- | ------ | ---------- |
| Austrian Singles Chart                 | 10     |            |
| Canadian RPM Singles Chart             | 6      | Vàng       |
| Dutch Top 40                           | 6      |            |
| Finland (Suomen virallinen lista)      | 6      |            |
| French Singles Chart                   | 37     |            |
| Irish Singles Chart                    | 1      |            |
| New Zealand RIANZ Top 40 Singles Chart | 2      |            |
| Swedish Singles Chart                  | 11     |            |
| UK Singles Chart                       | 6      |            |
| US Billboard Hot 100                   | 1      |            |
| US Billboard Adult Contemporary        | 16     |            |
| US Billboard Album Rock Tracks         | 2      |            |